# Will Magnus
Il dottor Will Magnus è un personaggio immaginario dell'universo DC. È apparso per la prima volta in Showcase #37 insieme alle sue creazioni, i Metal Men; è stato creato da Robert Kanigher e Ross Andru.

## Biografia
Uno dei più grandi geni dell'universo DC, con dottorati in matematica pura, ingegneria meccanica e fisica delle particelle, Magnus spesso offre consigli scientifici agli altri personaggi. Il suo più grande successo è stata la creazione dei Metal Men, che gli hanno fatto raggiungere la notorietà. Il metodo utilizzato da Magnus per crearli è cambiato nel corso degli anni, con il succedersi di diversi scrittori. All'inizio, si trattava di robot a tabula rasa con responsometri, apparecchi che generavano in loro personalità differenti in base al metallo utilizzato per costruirli.
Nel tentativo di aumentare le vendite del fumetto, i personaggi subirono grandi cambiamenti. I Metal Men assunsero alter ego umani, mentre Magnus divenne uno scienziato in fuga dedito alla conquista del globo. Il suo cambiamento di personalità fu giustificato con un rapimento, durante il quale gli fu fatto il lavaggio del cervello da un dittatore pazzo. Le vendite, però, crollarono e il fumetto non fu stampato per alcuni anni. Alla fine, la pubblicazione di Metal Men riprese, ripristinando la sanità mentale di Magnus e facendolo tornare ad aiutare i suoi Metal Men.
A un certo punto, salvò il Robotman di Doom Patrol, il cui corpo era stato distrutto da Madame Rouge. Magnus guarì il cervello di Robotman e gli costruì un nuovo corpo.
Nel 1993, una miniserie sui Metal Men narrò parte della loro storia passata. Venne rivelato che i responsometri non erano responsabili della sensibilità dei Metal Men, ma che questi ultimi avevano ricevuto l'intelligenza e la personalità di persone reali: del fratello di Magnus, Mike; della sua fidanzata Sharon; dei ricercatori Redmond Wilde e Randy Pressman; di un bidello di nome Thomas Tinkham, e di un uomo che consegnava le pizze, Jack. Le personalità di queste persone sono state accidentalmente trasferite ai robot in un incidente di laboratorio. Al culmine della miniserie, Gold venne ucciso in modo permanente e Magnus ferito mortalmente. Questi riuscì però a trasferire la propria personalità in un robot conosciuto come Veridium, fatto di un metallo alieno verde, diventando il nuovo leader dei Metal Men.

### 52
Durante la miniserie Crisi d'identità, Gold ritorna e Magnus, di nuovo umano, svolge un ruolo attivo nella serie 52.
Come rivelato durante Crisi infinita, quando Superboy-Prime colpì le pareti della realtà, causò una modifica nel tessuto della realtà e l'unione di diverse storie. La storia dei "robot in bianco con responsometri" viene dichiarata essere quella corretta, mentre quella sulle "personalità umane" viene descritta come un sottoprodotto di un crollo nervoso subito da Magnus. Quando Booster Gold chiese l'aiuto del dottore per combattere Skeets, Magnus commentò che i Metal Men "non funzionavano più".
I responsometri sono ora descritti come contenitori di un'"anima artificiale" inventata da Magnus, ispirato da T.O. Morrow, che si rivela essere stato un suo professore, l'unico che non derideva Magnus per le sue teorie. Dopo l'inspiegabile smantellamento dei Metal Men, Magnus non è in grado di ricreare queste anime e ripristinare la loro personalità. Prende ora della fluoxetina per il disturbo bipolare che ha causato il suo esaurimento nervoso e la depressione che hanno portato alla creazione di Plutonium Man, un'enorme super-arma quasi indistruttibile basata sui Metal Men, ma programmata con una visione contorta e deviata del mondo. Viene sottinteso che il farmaco impedisce a Magnus di fare qualcosa di irrazionale, ma soffoca anche la sua fantasia e creatività e che questa è la ragione per cui non può ricreare i Metal Men.
Magnus viene avvicinato da agenti del governo che sperano di usare i Metal Men come armi senz'anima intelligenti, un'offerta che Magnus rifiuta. Intanto, Magnus visita Morrow nella sua cella a Haven: Morrow avverte Magnus che ci sono stati numerosi rapimenti di scienziati "pazzi", tra cui il Dottor Sivana, al cui covo Magnus va a indagare. Alla fine Morrow stesso scompare, lasciando una nota per il suo ex-studente con una stringa di codice macchina. Utilizzando il codice, Magnus è in grado di far rivivere Mercury, ma il suo amico robotico viene apparentemente distrutto nuovamente mentre tenta di salvarlo dalla cospirazione che prevede di rapire ogni scienziato pazzo dell'universo DC.
Durante la Settimana 22, repliche senza cervello dei Metal Men fanno scappare Magnus a fuggire dalla sua casa in fiamme prima che venga catturato da un gruppo separato della "Chang Tzu's Science Squad". Questo sarebbe la seconda volta che Magnus affronta Chang Tzu. Una precedente incarnazione del cattivo era riuscita, una volta, a fare il lavaggio del cervello ai Metal Men, ma la loro fedeltà a Magnus aveva ripristinato le loro coscienze.
Questo gruppo ha la propria base sulla Oolong Island (che si dice essere parte del territorio della Cina) ed è stato responsabile della scomparsa degli scienziati. Il gruppo è finanziato da Intergang con la collusione, sottintesa, del governo cinese. Gli scienziati riuniti hanno ricevuto un budget illimitato per inventare varie super-armi, tra cui, in particolare, robot. Durante la Settimana 23, un gigantesco Robot, pilotato dagli animali di Intergang, conduce Magnus a Oolong Island. Magnus viene assegnato alla progettazione e costruzione di un nuovo Plutonium Man, ma fa deliberatamente pochi progressi, dicendo a Morrow che il Plutonium Man originale era l'espressione del suo dolore e della rabbia causata dalla sua malattia mentale e che quindi prende i farmaci per impedire di fare qualcosa di simile di nuovo. Morrow rivela tutto ciò ai leader dell'isola e i farmaci di Magnus vengono confiscati. Magnus procede così a lavorare su Plutonium Man. Anche se instabile a causa della mancanza di medicine, non coopera pienamente con Chang Tzu, anzi, ricostruisce i Metal Men, anche se alti solo un paio di centimetri. Questi nuovi Metal Men lo aiutano a rimanere sano di mente anche senza le sue pillole.
Ooolong Island viene attaccata dalla JSA che cerca di salvare Black Adam, e Chang Tzu ordina l'attivazione di Plutonium Man. Chang rivela di aver spiato Magnus. I Metal Men attaccano Chang Tzu, permettendo a Magnus di fuggire e di disattivare le difese dell'isola. Mentre lo fa, Morrow affronta Magnus e distrugge Mercury ancora una volta. Magnus spiega a Morrow come sia inutile impedirgli di disattivare gli scudi poiché la JSA sta arrivando, e invece gli offre la possibilità di teletrasportarsi all'esterno, dicendo che Morrow era "il miglior insegnante che abbia mai conosciuto" e aveva cercato di "guardare oltre la facciata da supercattivo psicopatico". Morrow accetta l'offerta. Magnus si scontra poi con Chang Tzu, che apparentemente uccide, e si arrende alla JSA.
Tutte le accuse contro di lui cadono, poiché era stato costretto alla collaborazione, così Will Magnus torna a casa e al laboratorio. Lì, quando Booster Gold lo visita di nuovo, esattamente un anno dopo il loro ultimo incontro, con un responsometro recuperato contenente Skeets, chiedendogli di ripristinare in qualche modo il robot distrutto da Mr. Mind, Magnus acconsente. Egli rivela di essere in possesso di una copia dei ricordi di Skeets, e così è in grado di ricostruirlo come un droide di sicurezza 2.0, leggermente più avanzato, ma ignaro degli eventi degli anni passati. Ritorna poi a lavorare sui suoi Metal Men.

### Superman/Batman
Nella serie Superman/Batman, Magnus viene mostrato mentre lavora di nuovo sui Metal Men. Ne ha anche costruito uno nuovo, lo spiritoso ginoide Copper. Nonostante i consigli contrari della sua fidanzata, chiede a Bruce Wayne di provare i Metal Men come proprie guardie di sicurezza. La prova riesce, ma Brainiac interferisce e Magnus ha la responsabilità di salvare la situazione.

### JLA
Magnus assiste la Justice League of America con la ricostruzione di Red Tornado. Dopo il furto del primo corpo destinato a Red Tornado da parte di Amazo, viene chiamato per fornire a Red Tornado un altro corpo, più potente e avanzato di quello precedente. Nonostante le buone intenzioni, i tentativi falliscono nuovamente, e Magnus quasi ci rimette la vita, quando Amazo torna per rivendicare il corpo più forte per se stesso.

### Metal Men(2009)
I Metal Men sono successivamente ripristinati nella versione rinnovata di Doom Patrol (quinta serie), scritta da Keith Giffen. Magnus e i Metal Men vivono in un semplice sobborgo in Kanigher Street, e i Metal Men sembrano essere colpiti dal momentaneo stato d'animo squilibrato del loro creatore.

## Poteri e abilità
- Come umano, Magnus non ha abilità particolari a parte un intelletto molto sviluppato.
- Come Veridium, Magnus è il più potente dei Metal Men. Può contenere e canalizzare energia e calore.[5]

## In altri media
Will Magnus appare:
- Con il nome di Dottor William Milton Magnus, negli episodi La forza dei metalli, Il super Batman del Pianeta X e Il sacrificio della Bestia del cartone animato Batman: The Brave and the Bold, doppiato da Corey Burton.
- Nella première del film d'animazione Justice League: The New Frontier, doppiato da Townsend Coleman.
- Nel videogioco DC Universe Online, come venditore nell'ala tecnologica di Watchtower.